# Сент Луисвил (Охајо)
Сент Луисвил (енгл. St. Louisville) град је у америчкој савезној држави Охајо.

## Демографија
По попису из 2010. године број становника је 373, што је 27 (7,8%) становника више него 2000. године.
| Група             | 2000.       | 2010.       |
| Белци             | 341 (98,6%) | 361 (96,8%) |
| Афроамериканци    | 0 (0,0%)    | 1 (0,3%)    |
| Азијати           | 0 (0,0%)    | 0 (0,0%)    |
| Хиспаноамериканци | 0 (0,0%)    | 3 (0,8%)    |
| Укупно            | 346         | 373         |